# Darko Mitrevski
Darko Mitrevski (Skopje, 3 d'octubre de 1971) és un director de cinema macedoni. Des del 2007 viu a Los Angeles, Califòrnia.
Entre altres pel·lícules ha dirigit Zbogum na dvaesettiot vek!, (que va participar en la secció oficial del XXXII Festival Internacional de Cinema Fantàstic de Catalunya, Bal-Kan-Kan, i Treto poluvreme.